# Medovik
 (septembre 2022).

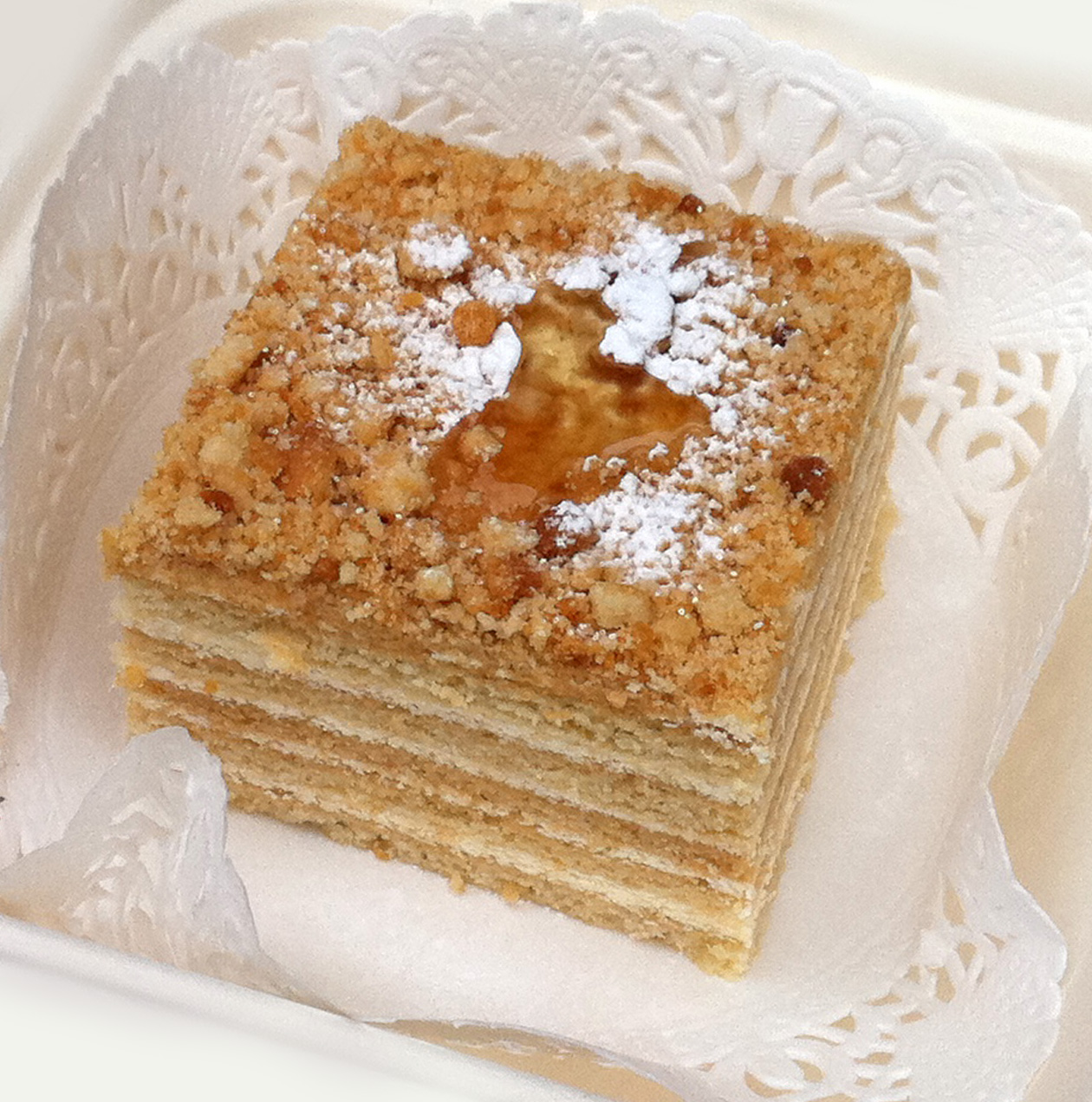
Part de medovik.

Le medovik (медови́к) est un gâteau constitué de plusieurs couches, populaire dans les pays de l'ex-URSS. Les ingrédients principaux sont le miel, le smetana et le lait concentré sucré. Le goût du miel est le plus prégnant.
Selon la tradition russe, il aurait été créé au XIXe siècle par un jeune chef pour Élisabeth Alexeïevna, femme de l'empereur Alexandre Ier.
Il est consommé dans les anciens pays de l'Union soviétique, de la Russie à l'Arménie, et en Europe centrale et orientale.